# هنري الملك الشاب
هنري المعروف بهنري الملك الشاب (28 فبراير 1155-11 يونيو 1183) هو الابن الثاني لهنري الثاني ملك إنجلترا وزوجته إليانور آكيتيان وأكبر أبنائهما الأحياء. كان ملك إنجلترا ودوق نورماندي وكونت كل من أنجو ومين، حيث توّجه أبوه ليشاركه في المُلك، بيْد أنه توفي في حياة أبيه.

## النشأة
يُعرف القليل عن الأمير الشاب هنري قبل الأحداث المرتبطة بزواجه وتتويجه. كان أطفال والدته من زواجها من لويس السابع ملك فرنسا هم ماري من فرنسا، كونتيسة شامبانيا وأليس من فرنسا. وكان له شقيقٌ أكبرٌ واحد، ويليام التاسع كونت بواتييه (توفي عام 1156)، ومن بين أشقائه الأصغر سنًا ماتيلدا؛ وريتشارد؛ وجيفري؛ وإليانور؛ وجوان؛ وجون. في يونيو 1170، تُوِّجَ هنري وعمره خمسة عشر عامًا ملكًا خلال فترة حياة والده، وهو شيءٌ كان يُمارَس بالأصل من قبل سلالة الكابيتيون وتبناها الملوك الإنجليز ستيفن وهنري الثاني. يُحدَّد المظهر الجسدي لهنري في تتويجه عام 1170 في قصيدة بلاط معاصرة مكتوبة باللاتينية، حيث يوصّف الأمير ذو الخمسة عشر عامًا بكونه وسيمًا جدًا، «طويل القامة ولكننه مُتَّسق، عريض الأكتاف مع رقبة أنيقة طويلة، شاحب ومُنمَّش البشرة، عيونه ساطعة وعريضة، مع كتلة شعر كثيفة من الشعر الذهبي-المُحمَر».
كان معروفًا خلال حياته باسم «هنري الملك الشاب» لتمييزه عن والده. ولكنه لم يكن ملكًا حاكمًا، وهو ليس محسوبًا في تسلسل الخلافة لملوك إنجلترا. بحسب أحد مبعوثي توماس بيكيت، مُنِح هنري لقب الفارس من قبل والده قبل التتويج، ولكن كاتب السير الشخصية ويليام مارشال يجزم بأن لقب الفارس مُنِح لهنري من قِبل ويليام خلال تمرد عام 1173 (جورج دوبي، وليام المارشال. أفضل فارس في العالم. 1984).

## بطل البطولة وشخص مشهور
لم يبدو أنه مهتمٌ جدًا بالأعمال اليومية للحكومة، ما ميزه عن والده وأشقائه الأصغر. ويشتهر والده مع ذلك بعجزه عن تفويض النفوذ لابنه، واحتفاظه بالسلطة في إنجلترا. الرأي الغالب بين المؤرخين هو رأي دبليو. إل. وارن (1973): «كان هنري الشاب هو الفرد الوحيد من العائلة الذي تمتَّع بشهرة في أيامه.... الوحيد الذي لم يُظهر أيَّ حكمةٍ سياسية، مهارةٍ عسكرية، أو حتى ذكاءً عاديًا...»، وفصَّلَ في كتابٍ لاحق، «كان كريمًا، ومعتدلًا، ولطيفًا، ومهذبًا، روح التسامح والكرم. ولسوء الحظ كان سطحيًا أيضًا، وعديم الفائدة، ومُهملًا، وذو آمالٍ كبيرة، غير مؤهلٍ، ومُبذِّرًا، وعديمَ المسؤولية».
كانت سمعة الملك الشاب المعاصرة مع ذلك إيجابية. كان هذا على الأرجح بسبب ثقافة البطولات الحماسية في وقته. يُوصَف في تاريخ ويليام مارشال، وهو السيرة الشخصية للفارس الذي خُصص ليكون معلمه الشخصي عام 1170 ورئيس فريق بطولة المجاولة حتى عام 1182، بأنه كان منافسًا دائمًا في بطولات المجاولة في شمال ووسط فرنسا بين عامي 1175 و1882. مع أبناء عمه، فيليب الأول كونت فلاندرز، وبالدوين الخامس كونت هينو، وكان راعيًا رئيسيًا للرياضة. يُقال إنه كان يصرف أكثر من 200 باوند في اليوم على الحاشية الكبيرة من الفرسان الذين أتى بهم إلى بطولة ليني سور مارن في عام 1179.

بالرغم من افتقاره للوزن السياسي، فقد جلبت له رعايته للرياضة الشهرة في كل أوروبا الغربية. عرفه البارون والتروبادور بيرتران دي بورن، قائلًا:
[كان] أفضل ملك يتناول الدرع على الإطلاق، أفضل المتبارين وأكثرهم جرأة. منذ الوقت الذي كان فيه رولاند حيًا، وحتى قبل ذلك، لم يكن يُرى على أنه فارس ماهر جدًا، ومولع بالحرب جدًا، وله شهرة مدوِّية جدًا في جميع أرجاء العالم – حتى لو عاد رولاند، أو فُتِّشَ العالم إلى حد نهر النيل وغروب الشمس.
كان هنالك إحساس بين معاصريه، والجيل التالي، بأن موته عام 1183 كان مؤشرًا لتدهور كُلٍ من مساعيه في مجالَي البطولات والفروسية. قال ملحقه الديني السابق، جيرفيز التيلبوريّ إن «موته كان نهاية كل شيءٍ متعلقٍ بالفروسية».